# Od (UNIX)
od – program komputerowy wyświetlający surową wersję pliku działający w konsoli systemu Unix. 
Wyświetlane dane mogą być przeglądane w różnych formatach. Jest częścią GNU Coreutils